# Gamasomorpha wasmanniae
Gamasomorpha wasmanniae Mello-Leitão, 1939 è un ragno appartenente alla famiglia Oonopidae.

## Biologia
Questo ragno è mirmecofilo, cioè vive in associazione con le formiche; in particolare sono stati rinvenuti esemplari all'interno dei nidi di specie del genere Eciton Latreille, 1804.

## Distribuzione
La specie è stata reperita in alcune località dell'Argentina.

## Tassonomia
Al 2012 non sono note sottospecie e dal 1954 non sono stati esaminati nuovi esemplari.